# Liste der Naturdenkmale in Wellendingen
| Naturdenkmale | Anzahl |
| ------------- | ------ |
| FND           | 1      |
| END           | 2      |
| Gesamt        | 3      |

Die Liste der Naturdenkmale in Wellendingen nennt die verordneten Naturdenkmale (ND) der im baden-württembergischen Landkreis Rottweil liegenden Gemeinde Wellendingen. In Wellendingen gibt es insgesamt drei als Naturdenkmal geschützte Objekte, davon ein flächenhaftes Naturdenkmal (FND) und zwei Einzelgebilde-Naturdenkmale (END).
Stand: 1. November 2016.

## Flächenhafte Naturdenkmale (FND)
| Name                     | Bild | Kennung     | Einzelheiten | Position | Fläche Hektar | Datum         |
| ------------------------ | ---- | ----------- | ------------ | -------- | ------------- | ------------- |
| „Hinter dem Attenberg“   | BW   | 83250640003 | Wellendingen | ⊙        | 1,5           | 28. Okt. 1988 |
| Legende für Naturdenkmal |      |             |              |          |               |               |

## Einzelgebilde (END)
| Name                     | Bild | Kennung     | Einzelheiten | Position | Fläche Hektar | Datum        |
| ------------------------ | ---- | ----------- | ------------ | -------- | ------------- | ------------ |
| 1 Eiche                  | BW   | 83250640043 | Wellendingen | ⊙        | 0,0           | 1. Sep. 1982 |
| 1 Linde                  | BW   | 83250640044 | Wellendingen | ⊙        | 0,0           | 1. Sep. 1982 |
| Legende für Naturdenkmal |      |             |              |          |               |              |